# Coupe des vainqueurs de coupe de la CONCACAF 1993
Navigation
Édition précédente Édition suivante
La Coupe des vainqueurs de coupe de la CONCACAF 1993 est la deuxième édition de cette compétition organisée par la CONCACAF. Elle est remportée par le club mexicain du CF Monterrey.

## Phase finale
La phase finale a lieu du 28 juillet au 1er août.
| Rang | Équipe              | Pts | J | G | N | P | Bp | Bc | Diff |  | Résultats (▼ dom., ► ext.) |  |     |     |     |
| ---- | ------------------- | --- | - | - | - | - | -- | -- | ---- |  | -------------------------- |  | --- | --- | --- |
| 1    | CF Monterrey        | 5   | 3 | 2 | 1 | 0 | 7  | 4  | +3   |  | CF Monterrey               |  | 1-1 | 4-3 | 2-0 |
| 2    | Real España         | 4   | 3 | 1 | 2 | 0 | 9  | 1  | +8   |  | Real España                |  |     | 0-0 | 8-0 |
| 3    | CD Luis Ángel Firpo | 3   | 3 | 1 | 1 | 1 | 9  | 5  | +4   |  | CD Luis Ángel Firpo        |  |     |     | 6-1 |
| 4    | CD Suchitepéquez    | 0   | 3 | 0 | 0 | 3 | 1  | 16 | -15  |  | CD Suchitepéquez           |  |     |     |     |